# かいよう
かいようは海洋研究開発機構（JAMSTEC）の海中作業実験船・海洋調査船。運航・管理業務は日本海洋事業が行っていたが、2015年12月17日をもって運用を停止した。

## 来歴
1971年、文部省の認可法人として海洋科学技術センター（Japan Marine Science and Technology, JAMSTEC）が設置された。当時、陸上資源が乏しいという日本の国情を踏まえて、海洋資源の開発が重要な課題とされていた。特に大陸棚開発の推進のためには、新しい潜水技術の確立など、各種研究開発および海洋調査の実験が進められていた。1972年より、飽和潜水による潜水技術確立のため、シートピア計画が開始された。これは海底に居住区画を設置するものであったが、この方式では大深度への対応が困難であったことから、船上に設置された再圧タンク(DDC)で高圧環境を再現し、海底とは潜水球である水中エレベータ(SDC)で往復するというSDC/DDC方式への移行が志向されるようになった。
このことから、昭和54年度より、DDCを設置するための海中作業実験船の計画が開始された。海洋科学技術センター内に海中作業実験船検討委員会および各専門部会（音響・DPS・オペレーション）、構造強度検討会が設置された。これらの技術的検討によって半没水型双胴船型（SWATH; 当時はSSCと呼称）が採択され、1982年9月に三井造船株式会社と建造契約が締結された。

## 設計

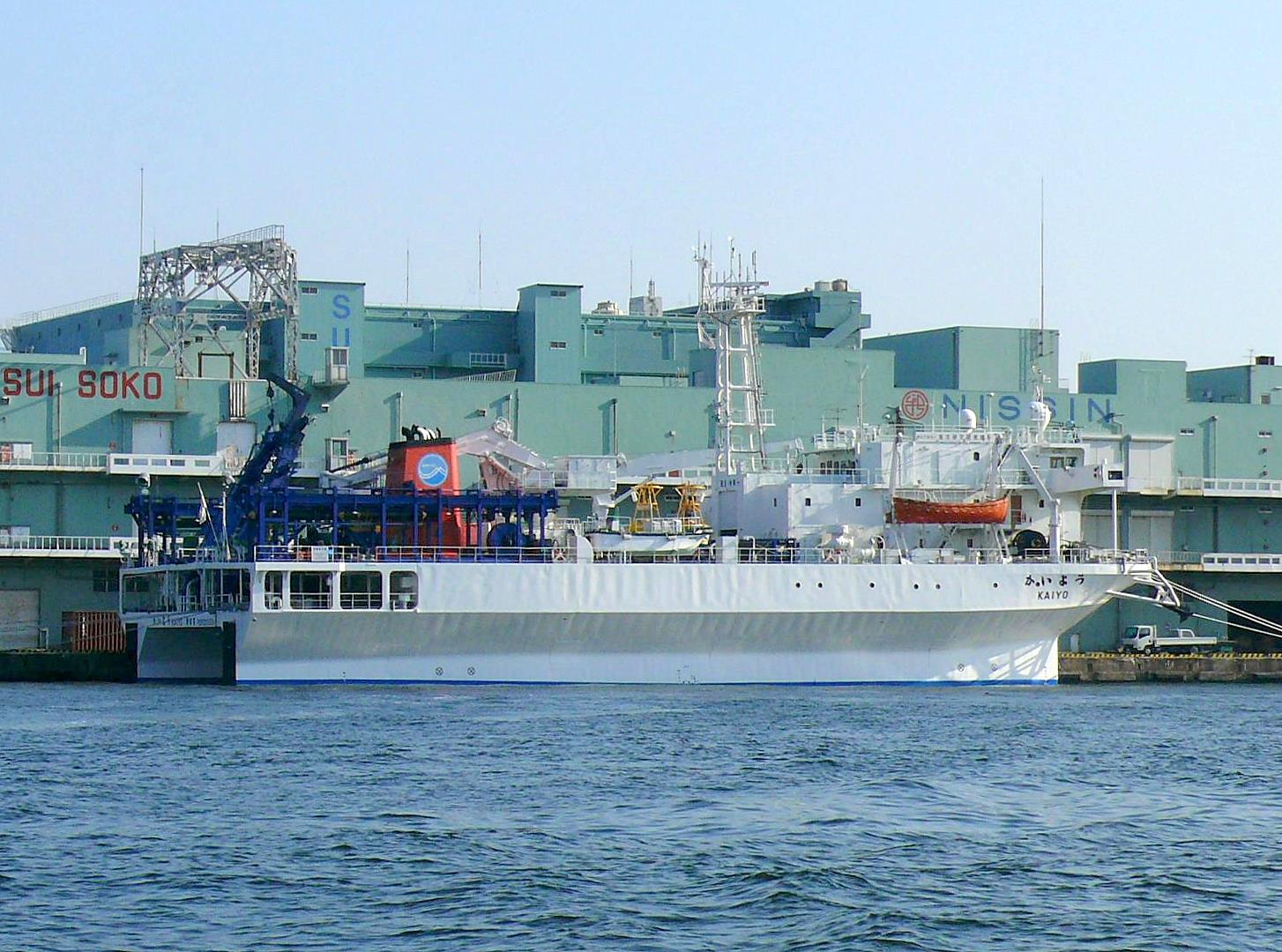
後方からの船影

本船の最大の特徴が半没水型双胴船型（SWATH）の採用である。これは、魚雷型をした水面下の1対の没水船体（ロワーハル）と、水面上の船体とを細い2本の足（ストラット）でつないだ構造であり、通常の単胴船と比べて、波浪による船体の揺れが格段に小さいという特徴がある。特に横揺れについてはその差が著しく、波浪段階5程度であればほとんど揺れないとされる。ただし揺れに独特の癖があり、長周期のうねりには乗る傾向があることから、実際の運航に際しては注意する必要がある。また、双胴船であることから広い甲板面積を確保でき、より多くの観測機器を搭載することができる。例えば自己浮上型の海底地震計であれば100個は搭載できる。
水中音響機器への影響を低減する観点から、主機関には静粛性に優れたディーゼル・エレクトリック方式を採用した。交流発電機・交流電動機および可変ピッチ・プロペラを用いた、いわゆるACG-ACM-CPP方式である。また船内負荷用電源も共用化されており、統合電気推進船でもある。ディーゼル発電機械は4セットが搭載されており、原動機はV型16気筒4サイクルディーゼルエンジン（1,850馬力 / 1,800rpm）、発電機は定格出力1,250キロワットである。これらのディーゼル発電機械は水面上である上甲板に配置されたことから水中放射雑音対策は不要とされたが、減速機やスラスタは水面下のロワーハルに配置されたことから、防振支持や歯車噛み合い音の減少などに意が払われている。
海中作業実験船という性格上、特に水中エレベータの揚降時には精密な操船が必要とされたことから、本船では国産として初めての自動船位保持装置(Dynamic Positioning System, DPS)が搭載されている。これはスラスタや推進器の推力を制御することで、風浪など外力下であっても定点保持を行うものであった。本船のDPSでは、潮流2ノット・風速16ノット・有義波高1.25メートルの環境において、水深50〜500メートルの範囲では10メートルないし水深の5%（いずれか大きい方）を半径とする範囲内に、また水深6,000メートルで半径300メートルの範囲内に位置保持する能力を備えている。ただし潮流については船首方向より20度の範囲から受けるものとしている。このため、船首と船尾に2対ずつ、計8基のスラスタが備えられている。

## 装備

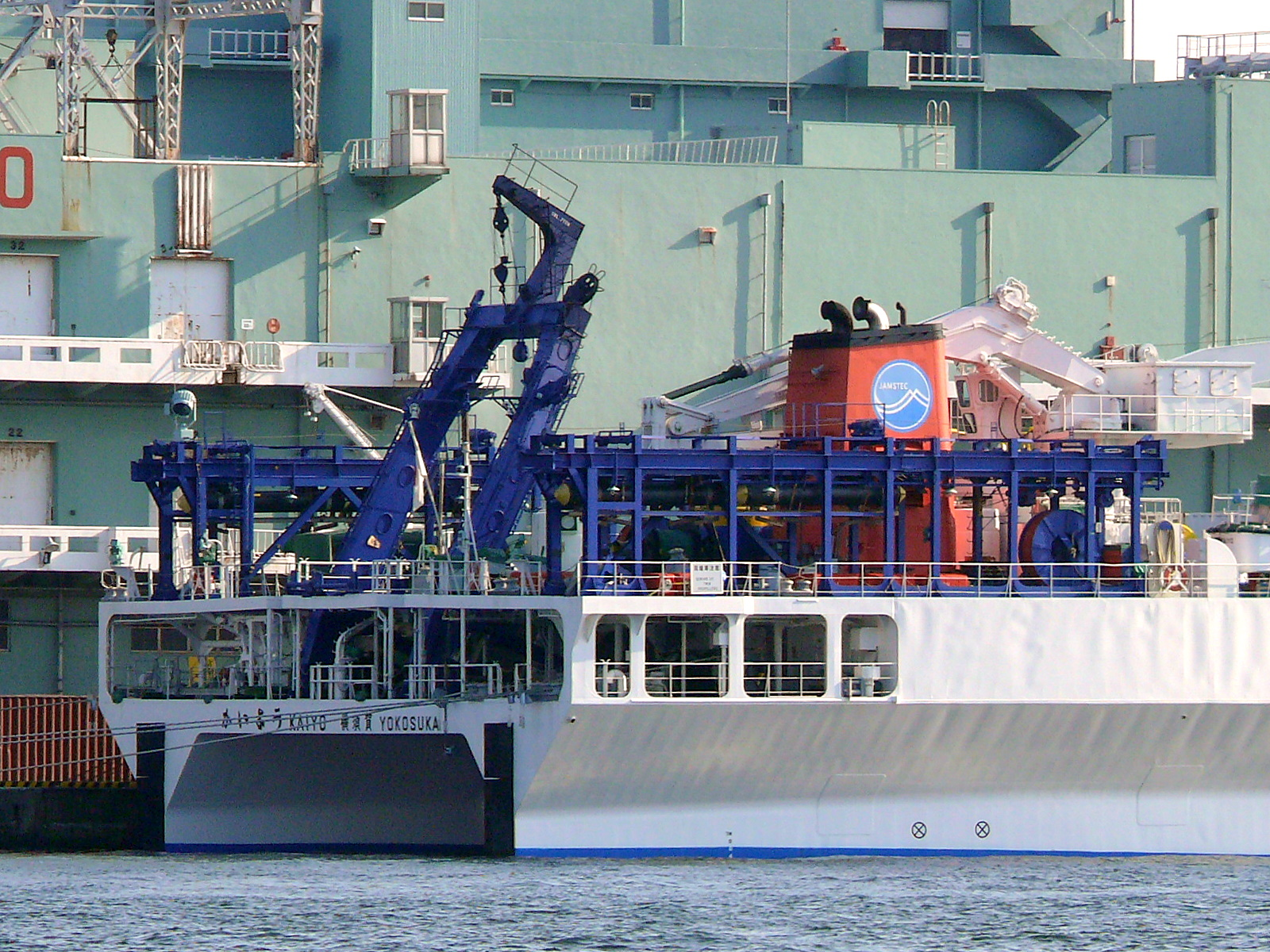
船体後部。両舷にエアガンの投入・揚収装置を搭載している。

### 測位・地形調査
深海調査の要請の高まりを受けて、本船では、日本初のマルチビーム音響測深機として、アメリカ合衆国のジェネラル・インストゥルメント社製のシービームの搭載が計画された。これは1回の超音波の発振で16個の高精度の水深情報を得て、海底地形を即座に等深線図として作図することができるため、従来の精密音響測深機（PDR）およびサイドスキャンソーナーなどを用いた手法よりも、遥かに広範囲かつ詳細な地形情報を得ることができた。なお実際には、海上保安庁が昭和56年度予算で建造していた「拓洋」が1983年に先行して竣工したため、こちらが日本初導入となった。重力計や磁力計は搭載していなかった。
また1999年には、送受波器は従来のシービーム（"Classic SEABEAM"）のままで、船上局を新型のシービーム2112のものに換装する改修が行われた。

### 地質・地層調査
JAMSTECでは、地震・津波の発生メカニズムの要請から、海底下深部構造探査のため、1994年度でマルチチャンネル反射法地震探査（MCS）システムを導入した。これは高圧空気によって海中で大きな振動を発生させ、これが海底下数十キロメートルという深部まで達したのちに跳ね返ってくる反射波を受振・解析することで、海底下の構造を探るものであり、海底下深部構造を知るために最も有力な物理探査法のひとつとされている。最初に導入されたシステムは可搬式であり、音源となるエアガンは770立方インチ型4本、受信用のストリーマーケーブルは120チャンネル、3,500メートル長であった。1995年に本船に搭載されて日本海溝などでの調査に投入されたのち、1997年、エアガン容量を強化したうえで、同年に竣工した「かいれい」に艤装された。
その後、本船と「かいれい」とで連携して海底下深部構造探査を進めていくことが構想されるようになった。この計画では、「かいれい」が深海部を、本船が沿岸部を担当して、協同して効率よく探査を進めることとされた。これにあわせて、1999年には「かいれい」のMCSシステムを強化更新するとともに、本船にも同世代のMCSシステムが搭載された。震源部となるエアガンは1,500立方インチ型8本、これに圧縮空気を送るコンプレッサーの容量は679.6立方メートル毎時（400 cfm）×140.6工学気圧（2,000 psi）、受信用のストリーマーケーブルは24チャンネル、600メートル長であった。
また、海底地震計（OBS）100台体制を目指していたこともあり、沿岸域を分担する関係上から、OBSの設置・回収も担当している。なお、必要に応じて、ピストンコアラー・採泥器・ドレッジの搭載も可能であった。

### 搭載艇・搭載機
本船は、海中作業実験船であると同時に、遠隔操作型の無人潜水機（ROV)「ドルフィン-3K」の母船としての機能も要求された。ドルフィン-3Kは潜水調査船「しんかい2000」の事前調査・救難用として開発された3,000メートル級のROVである。また2000年には、「ハイパードルフィン」の運用にも対応した。ハイパードルフィンはハイビジョンカメラ搭載の海洋調査用ROVである。
また1990年代より、深海調査曳航システム「ディープ・トウ」の潜航支援にも対応している。

### 潜水作業支援
本船はもともと海中作業実験船として計画されたことから、水深300メートルにおける潜水作業技術の確立をはかるため、飽和潜水のためのSDC-DDCシステムを備えていた。これはDDC（船上減圧室）とSDC（水中エレベータ）、およびSDC揚降装置によって構成されていた。DDCは潜水員12名を収容可能で、2基の主室・副室および1基の潜水準備室から構成された。またSDCは3名収容可能で、円筒形・球形の各1基が搭載されていた。いずれも最高内圧30.8 kgf/cm2まで対応可能であり、また球形SDCは最高外圧51.3 kgf/cm2まで対応可能であった。SDCは、通常は甲板中央部のセンターウェルから起倒式のAフレームクレーンによって揚降されていたが、非常時には舷側からの着水揚収が可能であった。
SDC-DDCシステムは、1985年から着手された「ニューシートピア」計画での水中作業支援にあたって非常に重要な役割を果たした。しかし、1990年に同計画が終了してからは使われなくなり、2000年には、上記のマルチチャンネル反射法地震探査（MCS）システムの搭載にともなって撤去されている。

## 船歴
- 1985年竣工
  - 10月 海中作業実験ニューシートピア計画実海域試験を実施
  - 11月 相模湾にて日航ジャンボ機尾翼調査を実施
- 1987年12月 日仏共同STARMER計画で北フィジー海盆リフト系調査においてディープ・トウにより熱水活動を発見
- 1989年3月 ニューシートピア計画フェーズII 200m潜水実験を実施
- 1990年7月 ニューシートピア計画300m最終潜水実験を実施
- 1992年3月 高知県室戸沖にて「滋賀丸」を探索
- 1993年8月 北海道南西沖地震の震源域調査を実施
- 1997年6月 海上気象通報優良船として気象庁長官から表彰を受ける
- 1999年3-5月 MCSシステム搭載工事実施
- 1999年5-7月 「かいれい」とともに南海トラフにおいて巨大な海山を発見
- 2000年2-4月 「ハイパードルフィン」搭載工事実施
- 2002年2月 「ハイパードルフィン」陸揚（「なつしま」に艤装）
- 2008年2月 護衛艦「あたご」と漁船「清徳丸」衝突事故海域調査[13]
- 2009年6月 深海において水平300kmの長距離音響通信に成功
- 2015年12月17日 運用停止[4]。